# Sender Kulpenberg
Der Sender Kulpenberg ist ein von 1959 bis 1964 auf dem im Kyffhäusergebirge in der Gemarkung Steinthaleben gelegenen Kulpenberg (473,4 m ü. NN) errichteter 94 Meter hoher Fernmeldeturm. Der Sender Kulpenberg hatte zu DDR-Zeiten in 78 Meter Höhe ein Turmrestaurant mit 74 Plätzen. Er wurde in erster Linie als Relaisstation zwischen der Station Petersberg (nördlich von Halle (Saale)) und dem Sender Brocken und Inselsberg konzipiert. Zu DDR-Zeiten besuchten den Turm etwa 200.000 Touristen jährlich.
Heute wird der Fernsehturm Kulpenberg von der Deutschen Funkturm GmbH, einer Tochtergesellschaft der Deutschen Telekom, betrieben. Das Betriebsgelände und auch der Sender selbst sind der Öffentlichkeit nicht mehr zugänglich.

## Frequenzen und Programme

### Analoges Radio (UKW)
Beim Antennendiagramm sind im Falle gerichteter Strahlung die Hauptstrahlrichtungen in Grad angegeben.
| Frequenz (MHz) | Programm              | RDS PS             | RDS PI                | Regionalisierung | ERP (kW) | Antennen- diagramm rund (ND), gerichtet (D) | Polarisation horizontal (H)/ vertikal (V) |
| -------------- | --------------------- | ------------------ | --------------------- | ---------------- | -------- | ------------------------------------------- | ----------------------------------------- |
| 96,8           | Landeswelle Thüringen | LW_NORD_, LANDESW. | D6F9 (regional), D3F9 | Nord             | 3        | D (310°-260°)                               | H                                         |
| 104,7          | Antenne Thüringen     | AT-Nord_, ANT.THUE | D5F8 (regional), D3F8 | Nord             | 3        | D (350°-230°, 270°-310°)                    | H                                         |

### Digitales Radio (DAB)
DAB wird in vertikaler Polarisation und im Gleichwellenbetrieb mit anderen Sendern ausgestrahlt.
| Block                       | Programme (Datendienste) | ERP (kW) | Antennen- diagramm rund (ND), gerichtet (D) | Gleichwellennetz (SFN) |
| --------------------------- | --- | -------- | ------------------------------------------- | --- |
| 5C DRDeutschland (D__00188) | DAB+ Block der Media Broadcast - Absolut relax (72 kbps) - Dlf (104 kbps) - Dlf Kultur (112 kbps) - Dlf Nova (104 kbps) - DRadio DokDeb (48 kbps) - Energy Digital (72 kbps) - ERF Plus (64 kbps) - Klassik Radio (72 kbps) - Radio Bob (72 kbps) - Radio Horeb (48 kbps) - Radio Schlagerparadies (64 kbps) - Schwarzwaldradio (64 kbps) - sunshine live (72 kbps) - DRadio Daten (32 kbps Daten) - EPG Deutschland (16 kbps Daten) - TPEG (16 kbps Daten) - TPEG_MM (16 kbps Daten) | 10       | ND                                          | - Baden-Württemberg: Aalen, Baden-Baden (Fremersberg), Bad Mergentheim, Blauen, Brandenkopf, Donaueschingen, Feldberg im Schwarzwald, Freiburg (Vogtsburg-Totenkopf), Geislingen (Oberböhringen), Großerlach (Hohe Brach), Heidelberg (Königstuhl), Heilbronn (Schweinsberg), Hochrhein (Rickenbach), Hornisgrinde, Pforzheim (Schömberg-Langenbrand), Raichberg, Ravensburg (Höchsten), Reutlingen, Stuttgart (Frauenkopf), Ulm (Kuhberg) - Bayern: Amberg (Hirschau), Aschaffenburg (Pfaffenberg), Augsburg (Hotelturm), Bad Tölz (Gaißach), Bamberg (Geisberg), Büttelberg, Brotjacklriegel, Dillberg, Grünten, Herzogstand, Hochberg (Traunstein), Hoher Bogen, Inntal (Ebbs), Ingolstadt (Gelbelsee), Kreuzberg/Rhön, Landshut (Altdorf), München (Olympiaturm), Nennslingen (Büchelberg), Nürnberg, Oberammergau, Ochsenkopf, Passau, Pfänder, Pfaffenhofen, Pfarrkirchen, Pfronten, Regensburg (Hohe Linie), Unterringingen, Untersberg, Wendelstein (Bayrischzell), Würzburg (Frankenwarte) - Berlin: Berlin (Alexanderplatz), Berlin (Scholzplatz) - Brandenburg: Bad Belzig, Booßen, Brandenburg/Havel, Calau, Casekow, Cottbus, Eisenhüttenstadt, Petkus, Pritzwalk, Templin - Bremen: Bremen (Walle), Bremerhaven-Schiffdorf - Hamburg: Hamburg (Moorfleet), Hamburg (Heinrich-Hertz-Turm) - Hessen: Bad Hersfeld (Rimberg), Biedenkopf (Sackpfeife), Fulda (Hummelskopf), Frankfurt (Europaturm), Gelnhausen (Schnepfenkopf), Gießen (Dünsberg), Großer Feldberg, Hardberg, Hohe Wurzel, Hoher Meißner, Kassel (Habichtswald), Mainz-Kastel - Mecklenburg-Vorpommern: Garz (Rügen), Güstrow, Malchin, Neubrandenburg-Süd, Rostock (Toitenwinkel), Röbel, Schwerin (Zippendorf-Gr.Dreesch), Torgelow, Wismar/Rüggow, Züssow - Niedersachsen: Aurich-Popens, Braunschweig (Broitzem), Braunschweig (Drachenberg), Cuxhaven-Stadt, Dannenberg, Göttingen (Bovenden-Osterberg), Hannover (Telemax), Lingen, Lüneburg-Neu Wendhausen, Molbergen-Peheim, Osnabrück (Bramsche-Schleptruper Egge), Hildesheim (Sibbesse), Steinkimmen, Uelzen, Visselhövede, Wilhelmshaven - Nordrhein-Westfalen: Aachen (Karlshöhe), Bielefeld (Hünenburg), Bonn (Venusberg), Dortmund (Florianturm), Düsseldorf (Rheinturm), Eggegebirge, Herscheid, Hochsauerland (Hunau), Hürtgenwald-Großhau, Köln (Colonius), Langenberg, Lügde-Rischenau (Köterberg), Minden (Jakobsberg), Münster (Fernmeldeturm), Schöppingen, Siegen-Süd, Wesel - Rheinland-Pfalz: Bad Kreuznach (Schanzenkopf), Bad Marienberg (Westerwald), Bornberg, Daun (Eifel), Edenkoben (Kalmit), Heckenbach-Schöneberg (Ahrweiler), Idar-Oberstein, Kaiserslautern, Kettrichhof, Koblenz (Kühkopf), Trier (Petrisberg) - Saarland: Merzig-Merchingen, Saarbrücken (Schoksberg) - Sachsen: Chemnitz, Dresden, Geyer, Leipzig, Löbau, Neustadt, Oschatz, Schöneck, Zwickau Ost - Sachsen-Anhalt: Brocken, Burg, Dequede, Petersberg, Pettstädt (Weißenfels), Schneidlingen, Wittenberg - Schleswig-Holstein: Bungsberg, Flensburg, Heide, Helgoland, Hennstedt, Kiel (Kronshagen), Lübeck (Stockelsdorf), Schleswig, Niebüll (Süderlügum), Westerland (Sylt) - Thüringen: Bleßberg (Sonneberg), Erfurt-Hochheim, Gera, Inselsberg, Jena (Oßmaritz), Kulpenberg, Saalfeld (Remda), Lobenstein (Sieglitzberg), Weimar (Ettersberg) |
| 5D Antenne DE (D__00364)    | DAB-Block von Antenne Deutschland: - 80s80s (72 kbps) - 90s90s (72 kbps) - Absolut Bella (72 kbps) - Absolut Germany (72 kbps) - Absolut HOT (72 kbps) - Absolut Oldie (72 kbps) - Absolut TOP (72 kbps) - AIDAradio (72 kbps) - Ballermann Radio (72 kbps) - Beats Radio (72 kbps) - Brillux Radio (72 kbps) - Nostalgie (72 kbps) - Oldie Antenne (72 kbps) - RTL Radio (72 kbps) - Rock Antenne (72 kbps) - Toggo Radio (72 kbps)                                                  | 10       | ND                                          | - Bayern: Amberg (Hirschau), Bamberg (Geisberg), Ingolstadt (Gelbelsee), Kreuzberg/Rhön, Nürnberg, Ochsenkopf, Pfaffenhofen, Regensburg (Hohe Linie), Würzburg (Frankenwarte) - Berlin: Berlin (Alexanderplatz), Berlin (Scholzplatz) - Brandenburg: Casekow, Cottbus, Pritzwalk - Bremen: Bremen (Walle) - Hamburg: Hamburg (Heinrich-Hertz-Turm) - Mecklenburg-Vorpommern: Rostock (Toitenwinkel), Schwerin (Zippendorf-Gr.Dreesch), Züssow - Niedersachsen: Braunschweig (Broitzem), Cuxhaven-Stadt, Göttingen (Bovenden-Osterberg), Hannover (Telemax), Hildesheim (Sibbesse/Griesberg), Lüneburg-Neu Wendhausen, Molbergen-Peheim, Osnabrück (Bramsche-Schleptruper Egge), Visselhövede - Nordrhein-Westfalen: Bielefeld (Hünenburg), Minden (Jakobsberg) - Sachsen: Dresden, Geyer, Leipzig, Löbau/Schafberg, Oschatz, Schöneck - Sachsen-Anhalt: Brocken, Burg, Petersberg, Wittenberg - Schleswig-Holstein: Flensburg, Heide, Kiel (Kronshagen), Lübeck (Stockelsdorf) - Thüringen: Erfurt-Hochheim, Gera, Inselsberg, Jena (Oßmaritz), Kulpenberg, Lobenstein (Sieglitzberg), Weimar (Ettersberg) |
| 6B MDR S-ANHALT (D__00309)  | DAB-Block des MDR: - MDR Jump (88 kbps) - MDR Kultur (88 kbps) - MDR Tweens (80 kbps) - MDR Sputnik (88 kbps) - MDR Aktuell (72 kbps) - MDR Klassik (112 kbps) - MDR Schlagerwelt (ST) (88 kbps) - MDR Sachsen-Anhalt (DE) (88 kbps) - MDR Sachsen-Anhalt (HAL) (88 kbps) - MDR Sachsen-Anhalt (MD) (88 kbps) - MDR Sachsen-Anhalt (SDL) (88 kbps) - MDR Sachsen-Anhalt EXT (88 kbps) - MDR TPEG (16 kbps) - MDR EPG (24 kbps)                                                        | 10       | D (Richtung Sachsen-Anhalt)                 | Brocken, Burg, Dequede, Eisleben, Erxleben (Haldensleben), Hettstedt, Genthin, Jessen, Klötze, Kulpenberg, Petersberg, Pettstädt (Weißenfels), Schneidlingen, Stendal, Wittenberg, Zeitz |
| 8B Thueringen (D__00229)    | DAB+ Block des MDR: - MDR Jump (88 kbps) - MDR Kultur (88 kbps) - MDR Tweens (80 kbps) - MDR Sputnik (88 kbps) - MDR Aktuell (72 kbps) - MDR Klassik (112 kbps) - MDR Schlagerwelt (TH) (88 kbps) - MDR Thüringen Mitte-West (Erfurt) (88 kbps) - MDR Thüringen Ost (Gera) (88 kbps) - MDR Thüringen Süd (Suhl) (88 kbps) - MDR Thüringen Nord (Heiligenstadt) (88 kbps) - MDR TPEG (16 kbps) - MDR EPG (16 kbps)                                                                     | 10       | D (Richtung Thüringen)                      | Altenburg, Bleßberg (Sonneberg), Dingelstädt, Erfurt (Funkhaus), Gera (Langenberg), Hoher Meißner, Inselsberg, Jena (Oßmaritz), Kreuzberg, Kulpenberg, Lobenstein (Sieglitzberg), Reichenbach (Netzschkau), Saalfeld (Kulm), Saalfeld (Remda), Suhl (Erleshügel), Weimar (Ettersberg) |

| \| Block \| Programme \| ERP (kW) \| Antennen- diagramm rund (ND)/ gerichtet (D) \| Gleichwellennetz (SFN) \| \| -------------------------- \| ----------------------------------------------------------------------------------------- \| -------- \| ------------------------------------------- \| -------------------------------------------------------------------------------------------------------------------------------------------------------------------------------------------------------------------------------------------------------------------------------------------------------------------------------------------------------------------------------------------------------------------------------------------------------------------------------------------------------------------------------------------------------------------------------- \| \| 12B Thüringen 1 (D__00015) \| - MDR Klassik (192 kbps) - Deutschlandfunk (64 kbps) - Deutschlandradio Kultur (128 kbps) \| 0,5 \| D \| Bleßberg, Altenburg (Weißer Berg), Dingelstädt (Hockelrain), Eisenach (Stadt), Eisenberg (Heimstättensiedlung), Erbenhausen, Geismar (Hülfensberg), Gera-Ronneburg, Gießübel, Greiz, Heiligenstadt (Dorotheenhof), Ilmenau (Kickelhahn), Inselsberg (Thüringer Wald), Jena (Oßmaritz-Cospoth), Keula, Kulpenberg (Bad Frankenhausen), Lobenstein (Sieglitzberg), Meiningen, Pleß (Breitungen), Remda/Saalfeld (Großer Kalmberg), Ronneburg, Saalfeld (Kulm), Schleid (Rockenstuhl), Schmiedefeld (Lichte), Steinbach-Hallenberg, Suhl (Erleshügel), Triptis, Weimar (Ettersberg) \| |                                                                                           |          |                                             | |
| Block | Programme                                                                                 | ERP (kW) | Antennen- diagramm rund (ND)/ gerichtet (D) | Gleichwellennetz (SFN) |
| 12B Thüringen 1 (D__00015) | - MDR Klassik (192 kbps) - Deutschlandfunk (64 kbps) - Deutschlandradio Kultur (128 kbps) | 0,5      | D                                           | Bleßberg, Altenburg (Weißer Berg), Dingelstädt (Hockelrain), Eisenach (Stadt), Eisenberg (Heimstättensiedlung), Erbenhausen, Geismar (Hülfensberg), Gera-Ronneburg, Gießübel, Greiz, Heiligenstadt (Dorotheenhof), Ilmenau (Kickelhahn), Inselsberg (Thüringer Wald), Jena (Oßmaritz-Cospoth), Keula, Kulpenberg (Bad Frankenhausen), Lobenstein (Sieglitzberg), Meiningen, Pleß (Breitungen), Remda/Saalfeld (Großer Kalmberg), Ronneburg, Saalfeld (Kulm), Schleid (Rockenstuhl), Schmiedefeld (Lichte), Steinbach-Hallenberg, Suhl (Erleshügel), Triptis, Weimar (Ettersberg) |

### Analoges Fernsehen (PAL)
Vor der Umstellung auf DVB-T liefen hier die folgenden analogen TV-Sender:
| Kanal | Frequenz (MHz) | Programm                | ERP (kW) | Antennendiagramm rund (ND)/ gerichtet (D) | Polarisation horizontal (H)/ vertikal (V) |
| ----- | -------------- | ----------------------- | -------- | ----------------------------------------- | ----------------------------------------- |
| 8     | 196,25         | Das Erste (MDR)         | 0,13     | D                                         | V                                         |
| 28    | 527,25         | plus.tv                 | 2,5      | D                                         | H                                         |
| 41    | 631,25         | Das Erste (MDR)         | 0,5      | D                                         | H                                         |
| 47    | 679,25         | ZDF                     | 0,032    | D                                         | H                                         |
| 57    | 759,25         | MDR Fernsehen Thüringen | 0,5      | D                                         | H                                         |